# Беатріс Чепкоеч
Беатріс Чепкоеч Сітонік (англ. Beatrice Chepkoech Sitonik; нар. 6 липня 1991) — кенійська легкоатлетка, яка спеціалузіється в стипль-чезі, чемпіонка світу та Африки, рекордсменка світу.

## Спортивні досягнення

### Виступи
Учасниця двох олімпійських фінальних забігів на 3000 метрів з перешкодами — 4-е місце у 2016 та 7-е місце у 2021.
Чемпіонка світу з бігу на 3000 метрів з перешкодами (2019).
Срібна призерка чемпіонату світу з бігу на 3000 метрів з перешкодами (2023).
Фіналістка (4-е місце) з бігу на 3000 метрів з перешкодами на чемпіонаті світу (2017).
Фіналістка (7-е місце) з бігу на 1500 метрів на чемпіонаті світу в приміщенні (2018).
Чемпіонка світу з кросу в змішаній естафеті.
Срібна призерка чемпіонату світу з кросу в командному заліку (2019, 7-е місце в особистому заліку).
Переможниця з бігу на 3000 метрів з перешкодами на Континентальному кубку (2018).
Чемпіонка Африки з бігу на 3000 метрів з перешкодами (2018).
Бронзова призерка Африканських ігор з бігу на 1500 метрів (2015).
Срібна призерка Ігор Співдружності з бігу на 1500 метрів (2018).

### Рекорди
Рекордсменка світу з бігу на 3000 метрів з перешкодами — 8.44,32 (2018).
Володарка вищого світового досягнення з бігу на 2000 метрів з перешкодами — 5.47,42 (2023).
Ексрекордсменка світу з шосейного бігу на 5 кілометрів у змішаних (за одночасної участі чоловіків та жінок) забігах — 14.43 (2021).